# ADN environnemental

Un poisson se déplaçant dans l'eau et laissant derrière lui des fragments d'ADN. Ces fragments ont une certaine durée de vie dans l'environnement et sont susceptibles d'être collectés.

L'ADN environnemental, parfois abrégé en ADNe, est de l'ADN collecté dans l'environnement (eau, sédiments, sol, air,...) plutôt que directement sur un organisme. Sa collecte permet, grâce à des outils génétiques comme le métabarcoding, d'identifier la ou les espèces dont il provient.
L'ADN environnemental est utilisé pour effectuer des inventaires de biodiversité,, détecter des espèces d'intérêt soit menacées, soit envahissantes, ou pour étudier des paléoenvironnements,.
Le terme est parfois utilisé pour désigner directement la technique d'identification utilisant l'ADN prélevé dans l'environnement.
De l'ADN daté de 2 millions d'années a été découvert au nord du Groenland par une équipe de chercheurs danois, qui ont montré qu'il y existait un grand nombre d'espèces végétales et animales,.